# Oblats de la Vierge Marie
Les oblats de la Vierge Marie [OMV] forment une congrégation religieuse masculine, membre de la famille ignatienne, fondée en 1816 par le vénérable Bruno Lanteri sous le nom d’oblats de Marie Très Sainte. Elle a pris sa nouvelle dénomination en 1826 (en latin: « Oblatorum Beatæ Mariæ Virginis »).

## Historique

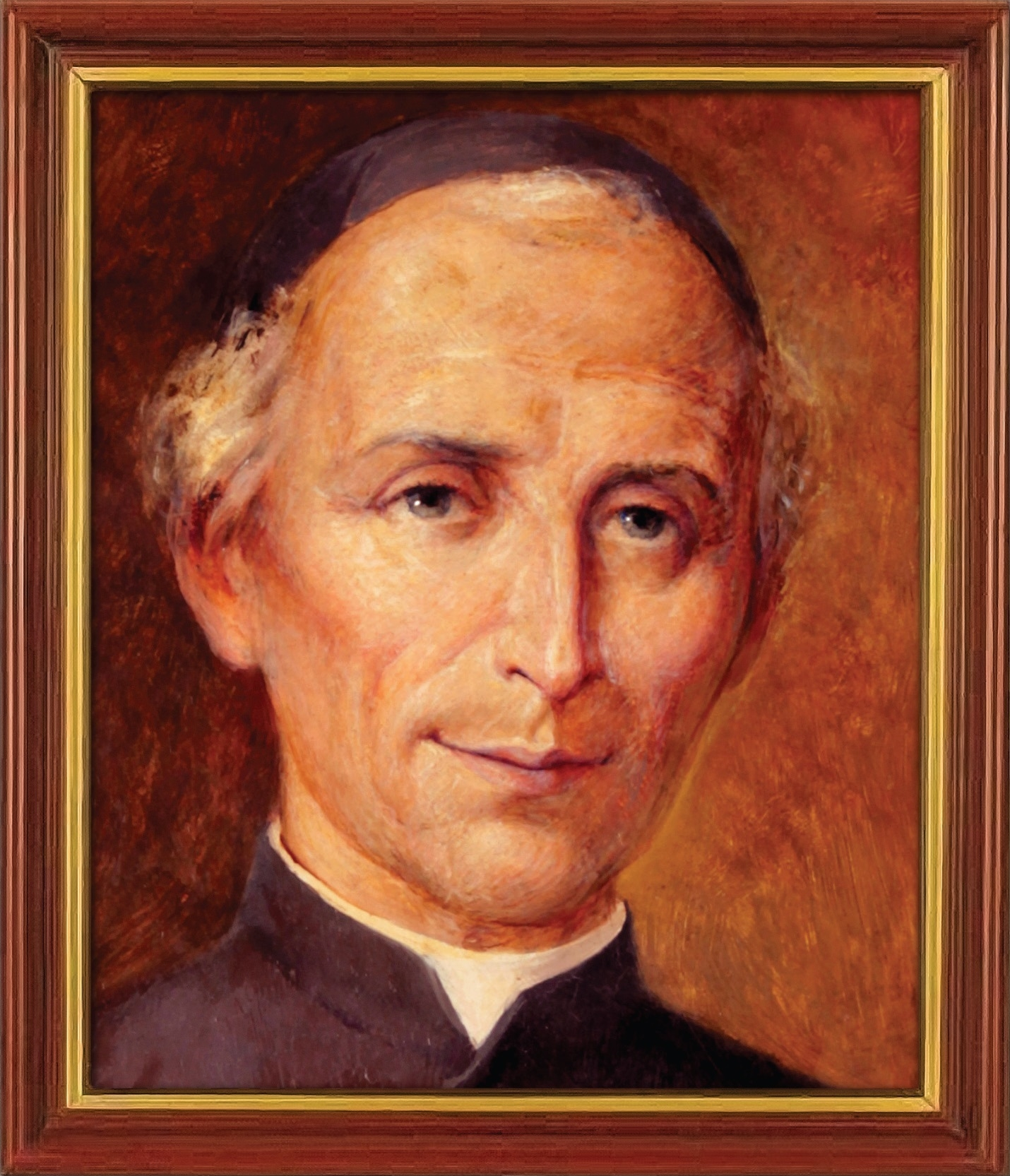
Bruno Lanteri, fondateur de la congrégation, peint par Michele Baretta

L'internat ecclésiastique que le père Bruno Lanteri fonde à Turin pour la formation du clergé a produit au minimum près d'une trentaine de saints, bienheureux ou vénérables dont Joseph Cafasso, Giovanni Cagliero, Jean Bosco, Dominique Savio, Joseph Allamano ou Giuseppe Benedetto Cottolengo.
En 1816, avec quelques amis prêtres, il fonde la 'Congrégation des oblats de Marie Très Sainte', qui deviendra en 1826 les oblats de la Vierge Marie à Carignano, dont il sera le recteur jusqu'à sa mort. 
En 1825 et 1826, Lanteri rencontre par quatre fois le père Eugène de Mazenod, fondateur de la Société des missionnaires de Provence, ou oblats de Saint-Charles, lors du voyage de celui-ci à Rome pour solliciter du Saint-Siège l'approbation de sa règle et qui, s'arrêtant à Turin du 7 au 14 novembre 1825, y rencontra des membres de la congrégation des oblats de Marie Très Sainte fondée par Bruno Lanteri, congrégation qui venait de se désagréger par suite des obstacles mis à son développement par les autorités civiles et religieuses. Il rencontre Bruno Lanteri le 15 novembre 1825  dans une entrevue d'une douzaine d'heures au sujet de la fusion de sa congrégation avec celle du père Lanteri. Plusieurs prêtres italiens rejoignent alors l'institution du père de Mazenod où se trouvait déjà, depuis 1824, le père Charles Dominique Albini (1790-1839). Le père de Mazenod souhaite faire changer le nom de son institution, ajouter à la règle la formation des clercs dans les grands séminaires. 
Le 17 février 1826, Lanteri fait savoir dans un courrier à de Mazenod que l'union n'est pas possible, ses confrères y étant opposés, cherchant eux-mêmes l'approbation pontificale. Eugène de Mazenod obtint l'approbation de sa règle le 21 mars 1826. Lanteri arrive à Rome en avril 1826 pour solliciter l'approbation papale des oblats de la Vierge Marie. Les deux fondateurs se rencontreront à nouveau les 20, 22 et 24 avril 1826.
Le pape Grégoire XVI a donné la direction du Sanctuaire de la Consolata de Turin aux oblats en 1833, puis des missions en 1837 et, en 1842, le vicariat apostolique de Burma (en) en Birmanie
Au 31 décembre 2008, la congrégation comptait 38 maisons, 180 religieux dont 134 prêtres. Le supérieur porte le titre de recteur majeur et réside à Rome.

## Missions
La communauté des oblats de la Vierge Marie a pour mission :
- de faire entendre la « parole de Dieu » à leurs contemporains, par la prédication de retraites et l'expérience des exercices spirituels ;
- de faire goûter aux hommes et aux femmes contemporains la « miséricorde infinie » de Dieu, telle que manifestée en Jésus et vécue dans le sacrement de la réconciliation ;
- d'aider les laïcs catholiques à approfondir leur foi et à s'engager dans le monde contemporain au nom des évangiles ;
- de faire connaître le message chrétien par les moyens de communication modernes ;
- de contribuer à la formation des prêtres et des séminaristes.

## Bienheureux et saints de la congrégation
- Bruno Lanteri, le fondateur,
- Felice Prinetti (Voghera, 14 mai 1842 - Pise, 5 mai 1916), religieux profès, fondateur des Filles de Saint-Joseph, et de la Revue Sainte-Rita[5].

## Les oblats de La Vierge Marie dans le monde
- Argentine : 
  - San Roque Buenos Aires,
  - Sainte Rita Buenos Aires,
  - Castelar,
  - villa Udaondo,
  - Cordoba,
- Autriche :
  - Maison de Vienne,
  - basilique de Loretto,
- Brésil :
  - Sao Paolo,
  - Maison de Jundiai,
  - Curitiba,
  - Manaus,
  - Careiro,
- Canada : Maison de Montréal,
- États-Unis :
  - Maison Saint Clement's Shrine (Boston),
  - chapelle Saint-Francis (Boston),
  - Centre Lanteri (Denver)
  - Maison de retraite spirituelle Saint-Joseph,
  - Maison Alton (Illinois),
  - Maison Hawaiian Gardens,
  - Maison de Denver (Colorado),
- France :
  - Maison de Fontenay-aux-Roses, chapelle Sainte-Rita (1992), foyer étudiants,
  - Maison de Nice, Église de l'Annonciation et de Sainte Rita depuis 1845,
- Nigéria : Ibadan, près de Lagos,
- Italie :
  - Maison de Pignerol,
  - Maison Mondo Migliore (près de Rome), hébergement,
  - Maison Villa Schari,
  - Maison Nossa Senhora de Fatima (San Vittorino),
  - Maison de Turin,
  - Maison de Carignano,
  - Maison de Teramo,
  - Résidence universitaire de Pise,
  - Maison de la paroisse Sainte Hélène à Rome,
  - Cappellania universitaria Saint Thomas d'Aquin Tor Vergata (Rome),
  - Maison de retraites spirituelles de Viù près de Turin
- Philippines :
  - Cebu,
  - Manille.